# Governo Laffitte
Il Governo Laffitte è stato in carica dal 2 novembre 1830 al 10 marzo 1831, per un totale di 4 mesi e 8 giorni.

## Cronologia
- 1 novembre 1830: gli esponenti "dottrinari" del governo provvisorio chiedono la rimozione del prefetto di Parigi, il repubblicano Odilon Barrot, per la sua indifferenza verso le attività dei club anti-monarchici. Il ministro Dupont minaccia le dimissioni, portando Laffitte a proporsi come presidente del consiglio ed intermediario tra governo e manifestanti
- 2 novembre 1830: in sovrano Luigi Filippo incarica Laffitte di formare un nuovo governo; Guizot e Broglie, riluttanti a servire in un suo governo, si dimettono assieme a Dupin, Périer, Molé e Louis
- 4 novembre 1830: il giovane Adolphe Thiers entra nel governo come sottosegretario alle finanze di Laffitte
- 17 novembre 1830: i ministri Maison e Gérard, considerati troppo interventisti nella situazione belga, vengono sostituiti rispettivamente dai marescialli Sébastiani e Soult; Sébastiani, già ministro della marina, viene sostituito dal conservatore Antoine d'Argout
- 27 dicembre 1830: in dissenso con la nuova classe dirigente, il guardasigilli Dupont ed il gruppo repubblicano ritirano il supporto al governo; Dupont viene quindi sostituito da Joseph Mérilhou, già ministro dell'istruzione, sostituito a sua volta nel suo ministero da Félix Barthe
- 4 marzo 1831: si apre la crisi di governo, dovuta alla volontà di Laffitte di intervenire nei moti italiani, contro la volontà di Luigi Filippo, desideroso del riconoscimento continentale e del favore di Vienna
- 8 marzo 1831: il guardasigilli Joseph Mérilhou rassegna le dimissioni, ritenendo il governo poco progressista rispetto agli ideali della rivoluzione di luglio; dilagano intanto i disordini repubblicani a Parigi, per i quali il governo si dimostra incapace di stroncarli e ristabilire l'ordine pubblico
  - il sovrano convoca il Presidente della Camera Périer, esponente del centro-destra, affidandogli un incarico esplorativo
- 9 marzo 1831: il consiglio dei ministri delibera sulla "questione italiana"; nonostante il favore del premier Laffitte, questi viene messo in minoranza dall'unanimità dei ministri, che ormai vengono convocati quotidianamente da Luigi Filippo alle spalle del primo ministro
- 10 marzo 1831: constatando l'ostilità e l'ostruzionismo del sovrano, Laffitte rassegna le dimissioni e passa all'opposizione, composta dal "partito del movimento", favorevole alla democrazia ad all'interventismo in Italia
- 13 marzo 1831: il sovrano incarica ufficialmente Périer di formare un nuovo governo, appoggiato dalla maggioranza della Camera dei deputati

## Consiglio dei Ministri
Il governo, composto da 7 ministri (oltre al presidente del consiglio), vedeva inizialmente partecipi:
| Carica                                | Titolare | Titolare               | Partito         |  |
| ------------------------------------- | -------- | ---------------------- | --------------- |  |
| Presidente del Consiglio dei Ministri |          | Jacques Laffitte       | Centro-sinistra |  |
|                                       |          |                        |                 |  |
| Ministro degli Affari Esteri          |          | Nicolas Joseph Maison  | Nessuno         |  |
| Ministro dell'Interno                 |          | Camille de Montalivet  | Centro-destra   |  |
| Ministro della Giustizia              |          | Jacques-Charles Dupont | Repubblicano    |  |
| Ministro della Guerra                 |          | Étienne Maurice Gérard | Nessuno         |  |
| Ministro della Marina e delle Colonie |          | Horace Sébastiani      | Centro-destra   |  |
| Ministro delle Finanze                |          | Jacques Laffitte       | Centro-sinistra |  |
| Ministro della Pubblica Istruzione    |          | Joseph Mérilhou        | Centro-sinistra |  |

Il 17 novembre 1830, in seguito alla nomina ad ambasciatore presso Vienna del ministro degli esteri Maison, avviene un rimpasto di governo. I nuovi ministri furono:
- Agli Affari Esteri, Maison venne sostituito da Horace Sébastiani, già ministro della marina
- Alla Marina, Sébastiani viene sostituito da Antoine d'Argout, vicino al centro-destra
- Alla Guerra, Étienne Maurice Gérard viene sostituito dal Maresciallo Jean-de-Dieu Soult, brillante militare dell'epoca bonapartista

Il 27 dicembre 1830, i repubblicani (nella persona del guardasigilli Jacques-Charles Dupont) lasciano il governo. Si ha quindi un nuovo rimpasto:
- Alla Giustizia, Dupont viene sostituito dall'avvocato Joseph Mérilhou, vicino a Laffitte
- All'Istruzione Pubblica, Mérilhou viene sostituito dal giurista Félix Barthe, anch'egli alleato di Laffitte